# Кристоф I фон Баден
Кристоф I (на немски: Christoph I von Baden; * 13 ноември 1453, Баден-Баден; † 19 март 1527, дворец Хоенбаден/Баден-Баден) е от 1475 до 1515 г. маркграф на Баден.

## Произход и младост
Той е най-възрастният син на маркграф Карл I фон Баден (1427 – 1475) и Катарина Австрийска (1420 – 1493), дъщеря на херцог Ернст Железни и по-малка сестра на император Фридрих III.
Кристоф получава образованието си в Шпайер и Фрайбург. От май до ноември 1468 г. той прави заедно с Еберхард фон Вюртемберг-Урах поклонение до Йерусалим, където той заедно с неговите 24 благородни придружители на 12 юли 1468 г. в църквата Възкресение Христово става рицар на Светия гроб.

## Управление
През 1475 г. Кристоф става маркграф първо заедно с брат си Албрехт (1456 – 1488), който през 1476 г. получава Графство Хохберг като наследствена част и Кристоф започва да управлява сам.
Още през 1475 г. той помага с войска на Фридрих III против Шарл Дръзки. При Максимилиан I той е смел и успешен генерал в Нидерландия. Императорът му благодари с даване на господства на Запад в Империята (между другото с управлението на Люксембург). През 1491 г. той е приет в ордена на Златното руно.
Кристоф построява Новия дворец на Баден-Баден и през 1479 г. започва да живее там.
На 1 юли 1518 г. синовете му Филип и Ернст го затварят в дворец Хоенбаден, понеже се засилила неговата умствена болест и императорът позволява това. Кристоф умира на 19 март 1527 г. Сина му Ернст управлява неговите господства от свое име.

## Семейство и деца
Кристоф се жени на 30 януари 1469 г. в Кобленц за Отилия фон Катценелнбоген († 15 август 1517), единствено дете на граф Филип фон Катценелнбоген Млади (1427 – 1453) и съпругата му Отилия фон Насау-Диленбург (1437 – 1493). Тя е внучка на граф Филип I фон Катценелнбоген. Те имат децата:
- Отилия (* 1470; † 1490), абатиса на Пфорцхайм
- Якоб (* 1471; † 1511), архиепископ на Трир
- Мария (* 1473; † 1519), абатиса на манастир Лихтентал
- Бернхард (* 1474; † 1536), маркграф на Баден
- Карл (* 1476; † 1510), домхер в Страсбург и Трир
- Кристоф (* 1477; † 1508), домхер в Страсбург и Кьолн
- Филип I (* 1478; † 1533), маркграф на Баден
- Рудолф (* 1481; † 1532), домхер в Майнц, Кьолн, Страсбург и Аугсбург
- Ернст (* 1482; † 1553), маркграф на Баден
- Волфганг (* 1484; † 1522)
- Сибила (* 1485; † 1518), ∞ 1505 граф Филип III фон Ханау-Лихтенберг (* 1482; † 1538)
- Розина (* 1487; † 1554), ∞ I. 1503 граф Франц Волфганг фон Хоенцолерн (* 1483/84; † 1517), ∞ II. Йохан фон Ов цу Вахендорф († 1571)
- Йохан († 1490)
- Беатрикс (* 1492; † 1535), ∞ 1508 пфалцграф Йохан II фон Зимерн (* 1492; † 1557)
- Георг (* 1493; † 1493)